# Ivan Lenđer
Ivan Lenđer (cyr. Иван Ленђер; ur. 29 lipca 1990) – serbski pływak specjalizujący się w stylu motylkowym, brązowy medalista mistrzostw Europy (basen 25 m).
Jego największym dotychczasowym sukcesem jest brązowy medal mistrzostw Europy na krótkim basenie w Stambule w 2009 roku na dystansie 100 m stylem motylkowym.